# Nyctunguis weyrauchi
Nyctunguis weyrauchi är en mångfotingart som beskrevs av Turk F.A. 1955. Nyctunguis weyrauchi ingår i släktet Nyctunguis och familjen småjordkrypare.
Artens utbredningsområde är Peru. Inga underarter finns listade i Catalogue of Life.